# Сикору
Сикору (порт. Cicouro, мирандск. Cicuiro)  —  бывший район (фрегезия) в Португалии,  входил в округ Браганса. Являлся составной частью муниципалитета  Миранда-ду-Дору. По старому административному делению входил в провинцию Траз-уж-Монтиш и Алту-Дору. Входил в экономико-статистический  субрегион Алту-Траз-уш-Монтеш, который входит в Северный регион. Население составляло 105 человек на 2001 год. Занимал площадь 14,51 км².
При реорганизации 2012—2013 годов был упразднён. Путём объединения с районом Сикору был образован район Конштантин и Сикору.